# 約克港 (緬因州)
約克港（英語：York Harbor）是位於美國緬因州約克縣的一個普查規定居民點。

## 人口
根據2020年美國人口普查的數據，約克港的面積為9.05平方千米，當中陸地面積為8.30平方千米，而水域面積為0.75平方千米。當地共有人口3132人，而人口密度為每平方千米346.08人。